# Crisis climática
La crisis climática es un término utilizado para describir el calentamiento global y el cambio climático y sus consecuencias. El término se ha utilizado para describir la amenaza del calentamiento global para el planeta e instar a una mitigación del cambio climático más agresiva. Por ejemplo, un artículo de BioScience de enero de 2020 respaldado por más de 11.000 científicos en todo el mundo declaró que "la crisis climática ha llegado" y que "se necesita un inmenso aumento de escala en los esfuerzos por conservar nuestra biosfera para evitar un sufrimiento indecible debido a la crisis climática".
El término es aplicado por aquellos que "creen que evoca la gravedad de las amenazas que enfrenta el planeta debido a las continuas emisiones de gases de efecto invernadero y puede ayudar a estimular el tipo de voluntad política que ha estado ausente durante mucho tiempo en la defensa del clima". Quienes proponen el término creen que, al igual que el uso de "calentamiento global" generó más compromiso emocional y apoyo para la acción que el término "cambio climático", llamar al cambio climático una crisis climática podría tener mayor impacto social.
Un estudio ha demostrado que el término invoca una fuerte respuesta emocional al transmitir un sentido de urgencia, pero algunos advierten que esta misma respuesta puede ser contraproducente, y puede causar un efecto de reacción debido a las percepciones de una exageración alarmista.

## Base científica
Si bien sectores activistas, de la política y de los medios de comunicación venían utilizando un lenguaje más fuerte y marcado durante mucho tiempo, hasta finales de la década de 2010 la comunidad científica tradicionalmente se mantuvo más restringida en su uso de un lenguaje más fuerte. Sin embargo, en una declaración de noviembre de 2019 publicada en la edición de enero de 2020 de la revista científica BioScience, conformado por un grupo de más de 11.000 científicos argumentó que era apropiado describir el calentamiento global como una emergencia climática o una crisis climática. Los científicos afirmaron que se necesita un "inmenso aumento de escala en el esfuerzo" para conservar la biosfera, pero señalaron "signos profundamente preocupantes" de una tendencia contraria, que incluyen aumentos sostenidos de las poblaciones de ganado, la producción de carne, la pérdida de la cubierta forestal, el consumo de combustibles fósiles, el transporte aéreo y las emisiones de CO2. Todas estas tendencias tienen un impacto climático que se traduce en el aumento de las temperaturas, el deshielo global y el clima extremo.
También en noviembre de 2019, un artículo publicado en Nature concluyó que la evidencia de los puntos de inflexión climáticos sugiere que "estamos en un estado de emergencia planetaria", definiendo la emergencia como un producto del riesgo y la urgencia, con ambos factores considerados como "agudos". El artículo de Nature hizo referencia a informes especiales recientes del IPCC (2018, 2019) que sugieren que los puntos de inflexión individuales podrían superarse con tan solo 1-2 °C de calentamiento global promedio (el calentamiento actual es de ~ 1 °C), generando una cascada global de puntos de inflexión.

## Definiciones
En el contexto del cambio climático, Pierre Mukheibir, profesor de Futuros del agua en la Universidad de Tecnología de Sídney, afirma que el término crisis es "un punto o situación crucial o decisiva que podría conducir a un punto de inflexión", que involucra una "circunstancia sin precedentes". Una definición de diccionario establece que "crisis" en este contexto significa "un punto de inflexión o una condición de inestabilidad o peligro" e implica que "se deben tomar medidas ahora o de lo contrario las consecuencias serán desastrosas". Otra definición diferencia el término de calentamiento global y cambio climático y define la crisis climática como "los diversos efectos negativos que el cambio climático absoluto está causando o amenaza con causar en nuestro planeta, especialmente cuando estos efectos tienen un impacto directo en la humanidad".

## Uso del término

### Histórico
El exvicepresidente de los Estados Unidos, Al Gore, ha utilizado terminología de crisis desde la década de 1980, y el término fue formalizado por la organización Climate Crisis Coalition (formada en 2004).
Un informe de 1990 de la American University International Law Review incluye materiales seleccionados que utilizan repetidamente el término "crisis". En ese informe se incluye el artículo "El Pacto de El Cairo: Hacia una respuesta mundial concertada a la crisis climática" (21 de diciembre de 1989) que establece que "Todas las naciones ... tendrán que cooperar a una escala sin precedentes. Tendrán que asumir compromisos difíciles sin demora para abordar esta crisis".

### Reciente

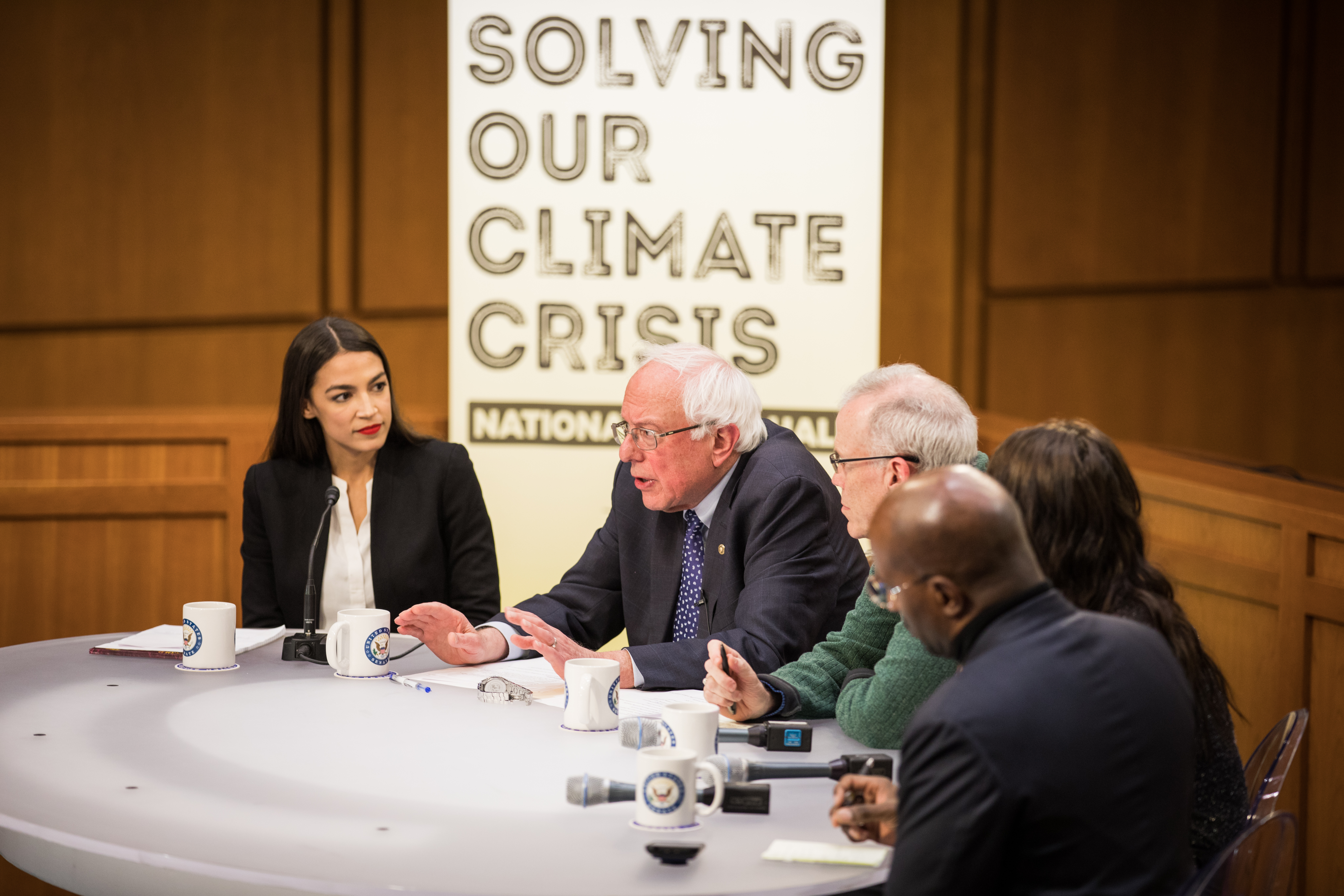
La representante estadounidense Alexandria Ocasio-Cortez y el senador estadounidense Bernie Sanders en diciembre de 2018 en un evento llamado "Resolviendo nuestra crisis climática, un consejo nacional".

A finales de la década de 2010, la frase surgió "como una pieza crucial del léxico del halcón climático", siendo adoptada por el Green New Deal, The Guardian, Greta Thunberg y candidatos políticos demócratas de Estados Unidos como Kamala Harris. Al mismo tiempo, llegó a ser de uso más popular "después de una serie de advertencias científicas nefastas y una energía renovada en el mundo del activismo político".
A finales de 2018, la Cámara de Representantes de Estados Unidos estableció el Comité Selecto de la Cámara sobre la Crisis Climática, un término que un periodista escribió en The Atlantic es "un recordatorio de cuánto ha cambiado la política energética en la última década". El comité original sobre clima en la Cámara de Representantes (formado en 2007) se había llamado Comité Selecto sobre Independencia Energética y Calentamiento Global, y fue abolido cuando los republicanos recuperaron el control de la Cámara en 2011.
Public Citizen, una organización de activismo político de los Estados Unidos, informó que en 2018 menos del 10% de los artículos en los 50 principales periódicos de Estados Unidos usaban los términos "crisis" o "emergencia". En esa investigación, Public Citizen encontró que solo el 3,5% de los segmentos de noticias de la televisión nacional se refirió al cambio climático como una crisis o emergencia (50 de 1400). En 2019, Public Citizen organizó una campaña "Call it a Climate Crisis" (Llámalo una crisis climática), instando a las principales organizaciones de medios a adoptar el término. Tras la campaña, Public Citizen reportó que se triplicaron la cantidad de menciones de "crisis climática", 150, solo en los primeros cuatro meses de 2019.
Tras un uso en septiembre de 2018 de "crisis climática" por parte del secretario general de la ONU, António Guterres, el 17 de mayo de 2019, The Guardian actualizó formalmente su guía de estilo para favorecer "emergencia climática, crisis o colapso" y "calentamiento global". La editora en jefe Katharine Viner explicó: "Queremos asegurarnos de ser científicamente precisos, al mismo tiempo que nos comunicamos claramente con los lectores sobre este tema tan importante. La frase 'cambio climático', por ejemplo, suena bastante pasiva y suave cuando los científicos están hablando de una catástrofe para la humanidad."  Del mismo modo, en junio de 2019, la agencia de noticias española EFE anunció como su frase preferida crisis climática, y la periodista de Grist Kate Yoder comentó que "estos términos estaban apareciendo por todas partes", y agregó que la palabra "crisis climática" estaba "teniendo un momento".  En noviembre de 2019, el Hindustan Times también adoptó el término porque "cambio climático", "no refleja correctamente la enormidad de la amenaza existencial". De manera similar, el periódico Gazeta Wyborcza de Varsovia, Polonia, utiliza el término "crisis climática" en lugar de "cambio climático", con un editor en jefe de su sección Gazeta na zielono (Periódico en verde) describiendo al cambio climático como uno de los temas más importantes que el periódico haya cubierto.
Por el contrario, en junio de 2019, la Canadian Broadcasting Corporation actualizó su guía de idiomas para leer "La crisis climática y la emergencia climática están bien en algunos casos como sinónimos de 'cambio climático'. Pero no siempre son la mejor opción... Por ejemplo, la 'crisis climática' podría tener una pizca de promoción en cierta cobertura política". La actualización llevó al profesor de periodismo Sean Holman a decir que "los periodistas están siendo desgarrados por dos valores en competencia en este momento": decir la verdad y parecer imparcial, pero que al decir la verdad, los periodistas parecen estar inclinados a satisfacer a "grandes sectores de la sociedad... (que) no creen en la verdad".
En junio de 2019, 70 activistas climáticos fueron arrestados por manifestarse frente a las oficinas de The New York Times, instando al periódico a adoptar las frases "emergencia climática" o "crisis climática". La manifestación fue parte de la presión pública que llevó al gobierno de Nueva York a ser la ciudad más grande en adoptar formalmente una declaración de emergencia climática.
En mayo de 2019, el Proyecto de realidad climática de Al Gore (2011-) promovió una petición abierta pidiendo a las organizaciones de noticias que usaran "crisis climática" en lugar de "cambio climático" o "calentamiento global", diciendo "es hora de abandonar ambos términos en cultura". A su vez, el Sierra Club, el Movimiento Sunrise, Greenpeace y otras organizaciones ambientales y progresistas se unieron en una carta de Public Citizen el 6 de junio de 2019 a las organizaciones de noticias, instándolas a llamar al cambio climático y la inacción humana "lo que es: una crisis, y cubrirla como una".
En noviembre de 2019, los Diccionarios de Oxford incluyeron "crisis climática" en su lista corta de palabras del año 2019. La decisión de incluir el término estuvo orientada a reconocer términos que "reflejan la ética, el estado de ánimo o las preocupaciones del año que pasa" y que deberían tener "una duración potencial como términos de importancia cultural".

## Terminología alternativa
Diferentes investigaciones han demostrado que el nombre de un fenómeno, o como se lo designa, "tiene un efecto tremendo en cómo las audiencias llegan a percibir ese fenómeno" y "puede tener un impacto profundo en la reacción de la audiencia".

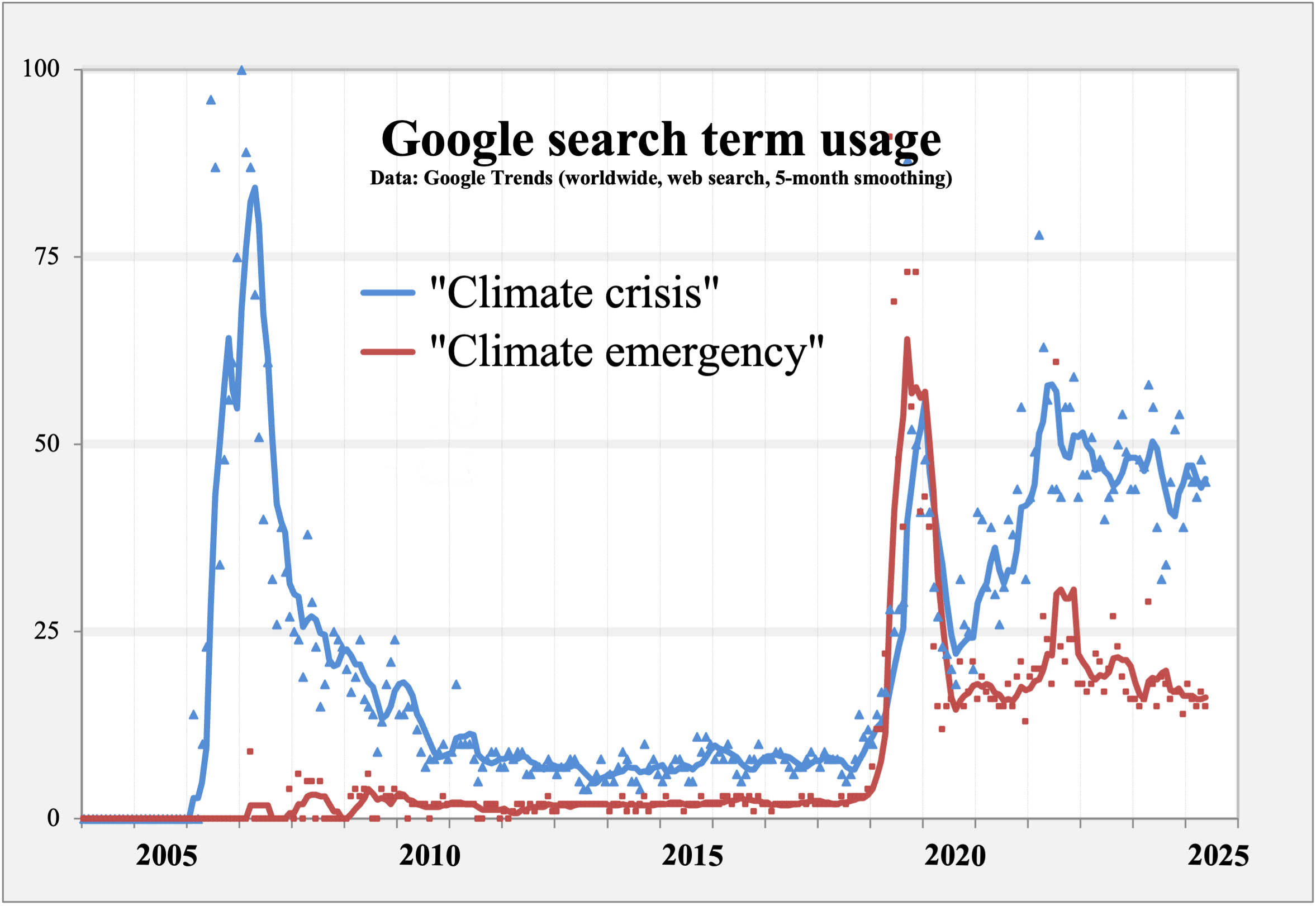
Los datos de tendencias de Google muestran que, tras el lanzamiento en 2006 de la película de Al Gore, An Inconvenient Truth, las búsquedas de "crisis climática" aumentaron, con un resurgimiento a partir de finales de 2018. También se graficaron búsquedas de "emergencia climática".

Otras formas de describir los efectos del cambio climático en un contexto de crisis incluyen los siguientes términos:
- "catástrofe climática" (utilizado con referencia a un documental de David Attenborough de 2019[29] y a la temporada de incendios forestales de Australia 2019-2020[30])
- "amenazas que impactan la tierra" (Fondo Mundial para la Naturaleza, 2012—)[31]
- "ruptura del clima" (científico del clima Peter Kalmus, 2018)[32]
- "caos climático" (título del artículo de The New York Times, 2019;[33] candidatos demócratas de Estados Unidos, 2019[34]) y un equipo de marketing de Ad Age, 2019)[20]
- "ruina climática" (candidatos demócratas de Estados Unidos, 2019)[34]
- "emergencia climática" (carta de advertencia de 11.000 científicos en BioScience,[5][35][36] y en The Guardian, ambos de 2019[3][21]),
- "ruptura ecológica", "crisis ecológica" y "emergencia ecológica" (todos términos presentados por la activista climática Greta Thunberg, 2019)[37]
- "desastre climático" y "apocalipsis climático" (The Guardian, 2019).[38]

Además de "crisis climática", se han investigado varios otros términos por sus efectos en el público, incluidos "calentamiento global", "cambio climático" y "alteración del clima", así como "destrucción ambiental", "desestabilización del clima" y "colapso ambiental".

## Eficacia
En septiembre de 2019, la periodista de Bloomberg Emma Vickers postuló que la terminología de crisis puede estar "mostrando resultados". Para probar su punto, citó una encuesta de 2019 de The Washington Post y la Kaiser Family Foundation que dice que el 38% de los adultos de Estados Unidos calificaron el cambio climático como "una crisis", mientras que un número igual lo llamó "un problema importante pero no una crisis". Cinco años atrás, los adultos estadounidenses que lo consideraban una crisis representaban solo el 23%.
Por el contrario, el uso de terminología de crisis en varias declaraciones de emergencia climática no vinculantes no ha sido eficaz (a septiembre de 2019) para hacer que los gobiernos "pasen a la acción".

### Preocupaciones por la terminología de crisis
Algunos comentaristas han escrito que el "encuadre de emergencia" puede tener varias desventajas. Específicamente, un encuadre de este tipo puede priorizar implícitamente el cambio climático sobre otros problemas sociales importantes, fomentando así la competencia entre activistas en lugar de la cooperación y dejando de lado la disidencia dentro del propio movimiento de cambio climático. Puede sugerir una necesidad de soluciones por parte del gobierno, que proporciona un compromiso a largo plazo menos confiable que la movilización popular, y que puede percibirse como "impuesto a una población reacia". Finalmente, puede ser contraproducente al causar incredulidad (sin efectos dramáticos inmediatos), desempoderamiento (frente a un problema que parece abrumador) y retraimiento, en lugar de proporcionar una acción práctica a largo plazo.
En la misma línea, el investigador australiano de comunicación climática David Holmes ha comentado sobre el fenómeno de la "fatiga por crisis", en el que la urgencia de responder a las amenazas pierde su atractivo con el tiempo. Holmes dijo que hay un "presupuesto semántico limitado" para dicho lenguaje, advirtiendo que puede perder audiencia si pasa el tiempo sin políticas significativas que aborden la emergencia.
Otros han escrito que, definir si "las apelaciones al miedo generan un compromiso sostenido y constructivo" es muy complejo, pero que la respuesta es "generalmente no", y los psicólogos señalan que las respuestas de los humanos al peligro (luchar, huir o quedarse quieto) puede ser desadaptativo. Al estar de acuerdo en que el miedo es una "emoción paralizante", Sander van der Linden, director del Laboratorio de Toma de Decisiones Sociales de Cambridge, favorece el término "crisis climática" sobre otros términos porque transmite una sensación de urgencia y optimismo, y no una sensación de fatalidad, porque "la gente sabe que las crisis se pueden evitar y que se pueden resolver".
La científica climática Katharine Hayhoe advirtió a principios de 2019 que el encuadre de crisis solo es "efectivo para aquellos que ya están preocupados por el cambio climático, pero que son complacientes con las soluciones". Agregó que "aún no es efectivo" para quienes perciben a los activistas climáticos como "alarmistas", y postula que "reforzaría aún más sus nociones preconcebidas e incorrectas (sobre el cambio climático)".
En junio de 2019, la Canadian Broadcasting Corporation actualizó su guía de idiomas para leer que el término crisis climática "podría tener una pizca de activismo político en ciertas coberturas políticas".
Dos periodistas alemanes han advertido, respectivamente, que "crisis" puede entenderse erróneamente para sugerir que el cambio climático es "inherentemente episódico", las crisis "se resuelven o pasan", o como un estado temporal antes de un retorno a la normalidad que, de hecho, no es posible.

### Estudios psicológicos y neurocientíficos
Un estudio de 2013 (N=224, en su mayoría estudiantes universitarios de primer año) encuestó las respuestas de los participantes después de haber leído diferentes artículos diseñados para llevar a cabo la investigación. El estudio concluyó que "era más probable que el término crisis climática creara efectos de reacción de incredulidad y reducción de las percepciones de preocupación, probablemente debido a percepciones de exageración", y sugirió que otros términos ("alteración climática" y "calentamiento global") deberían ser utilizados, particularmente cuando se comunica con audiencias escépticas.
Un estudio neurocientífico de principios de 2019 (N=120, dividido en partes iguales entre republicanos, demócratas e independientes) por una agencia de consultoría publicitaria involucró mediciones de electroencefalografía (EEG) y respuesta galvánica de la piel (GSR). El estudio, que midió las respuestas a los términos "crisis climática", "destrucción ambiental", "colapso ambiental", "desestabilización climática", "calentamiento global" y "cambio climático", encontró que los demócratas tenían una respuesta emocional un 60% mayor a "crisis climática" que a "cambio climático", triplicándose la correspondiente respuesta entre los republicanos.  Se dice que la "crisis climática" ha "tenido un buen desempeño en términos de respuestas en todo el espectro político y provocado la mayor respuesta emocional entre quienes no se identifican con ningún partido (independientes)". El estudio concluyó que el término "crisis climática" provocó respuestas emocionales más fuertes que términos "neutrales" y "gastados" como "calentamiento global" y "cambio climático", lo que fomentaba un sentido de urgencia, aunque no generaba tampoco una respuesta tan fuerte como para causar disonancia cognitiva, lo que llevaría a que la gente generara contra-argumentos. Sin embargo, el director ejecutivo de la empresa que realizó el estudio señaló en general que la intensidad visceral puede ser contraproducente, y especificó que otro término con una respuesta aún más fuerte, "destrucción ambiental", "probablemente se considere alarmista, tal vez incluso implicando culpa, lo que puede llevar a contraargumentos y rechazo".